# Colquechaca
Colquechaca är en ort i Bolivia.   Den ligger i departementet Potosí, i den centrala delen av landet, 90 km väster om huvudstaden Sucre. Colquechaca ligger 4 170 meter över havet och antalet invånare är 1 706.
Terrängen runt Colquechaca är lite bergig. Runt Colquechaca är det glesbefolkat, med 19 invånare per kvadratkilometer.. Det finns inga andra samhällen i närheten.
Omgivningarna runt Colquechaca är i huvudsak ett öppet busklandskap.